# Maximilien-Félix Demesse
Maximilien-Félix Demesse, né à Dieppe le 21 août 1806 et mort à Paris le 3 juin 1841, est un peintre français.

## Biographie
Maximilien Félix Julien Demesse est le fils d'André Julien Pierre Demesse, employé, et d'Angélique Aimée Saint-André.
Il meurt le 3 juin 1841 à Paris.